# Zottenschwänze
Die Einteilung der Lebewesen in Systematiken ist kontinuierlicher Gegenstand der Forschung. So existieren neben- und nacheinander verschiedene systematische Klassifikationen. 
Das hier behandelte Taxon ist durch neue Forschungen obsolet geworden oder ist aus anderen Gründen nicht Teil der in der deutschsprachigen Wikipedia dargestellten Systematik.

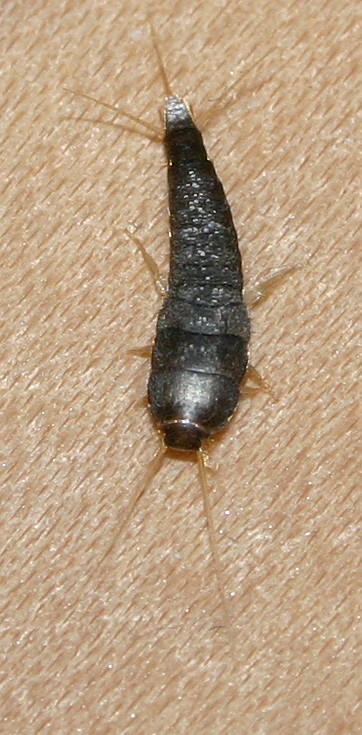

Unter dem Begriff Zottenschwänze oder Borstenschwänze (Thysanura) wurden früher primär flügellose Formen von Insekten zu einer eigenen Insektenordnung zusammengefasst. Diese sind heute aufgrund neuerer anatomischer Erkenntnisse auf die beiden Gruppen Felsenspringer (Archaeognatha) und Fischchen (Zygentoma) aufgeteilt, wobei die Fischchen aufgrund der Ausbildung ihrer Mandibel gemeinsam mit den Fluginsekten die Dicondylia bilden.
In der englischsprachigen Literatur wird hingegen zumeist weiterhin der Begriff Thysanura für die Ordnung der
Fischchen (Zygentoma) verwendet, wobei die ausgeschiedene, abstammungsgeschichtliche ältere
Ordnung den Namen Archaeognatha führt.
Fossile Vertreter der Ordnung Thysanura wurden in Bernstein gefunden, die ältesten in Baltischem Bernstein (älter als 40 Millionen Jahre).